# Syndrome du grand méchant monde

Homicides et taux d'homicides aux États-Unis. Données du FBI Uniform Crime Reports.

Le syndrome du grand méchant monde, ou en anglais : Mean World Syndrome, est une expression créée par George Gerbner pour décrire le phénomène selon lequel les actes de violence rapportés dans les médias d'information contribuent à créer chez le public l'image d'un monde plus dangereux qu'il ne l'est en réalité.
Gerbner, précurseur pour les recherches portant sur les effets de la télévision sur la société, affirme que les téléspectateurs tendent à penser le monde extérieur comme intimidant et inhospitalier. Ses travaux établissent une corrélation directe entre le temps consacré à la télévision et l'intensité du sentiment d'insécurité, bien que la direction du lien de causalité demeure débattue. Il est en effet possible qu'une personne craintive choisisse de s'écarter du monde extérieur et de s'adonner à des activités solitaires telles que la télévision.